# 계절성 정동 장애
계절성 정동장애(季節性 情動障碍, 영어: seasonal affective disorder, SAD, winter depression, winter blues, summer depression, summer blues, seasonal depression)는 어느 계절에만 몸이 나른하거나 지치기 쉬움, 기분 저하 등, 우울증과 비슷한 증상을 보이는 뇌기능 장애의 일종이다. 계절성 기분장애, 계절성 감정장애라고도 한다. 
열대 지방이 아닌 위도에 사는 대부분의 사람들은 여름에 더 행복하고 더 활동적이라고 느끼는데, 이 계절에는 겨울보다 햇빛이 훨씬 더 많다. 어떤 사람들은 이런 반응이 너무 강해서 겨울에는 심한 우울증에 빠지고 여름에는 심한 조증을 나타낸다. 소수의 사람들은 여름에 우울증에 빠지는 반대 현상을 보이기도 한다.
SAD는 극지방에 가까운 곳에서 가장 흔하고 심각한데, 이런 지방에서는 겨울에는 밤이 아주 길고 여름에는 아주 짧다. 북극의 자기 집에서는 겨울마다 우울증에 빠지는 사람들이 남부 캘리포니아에서 겨울을 보내면 우울증을 보이지 않는다. SAD는 여러 면에서 다른 유형의 우울증과 다르다. 예를 들어서 SAD 환자들은 위상이 앞당겨진 주기를 보이는 다른 유형의 우울증 환자들과는 대조적으로 위상이 지연된 수면과 체온 주기를 갖는다. 아주 밝은 빛(예를 들어 2,500 lux)으로 SAD를 치료할 수 있다. 일출 전이나 일몰 후에 1시간 이상 밝은 빛 앞에 앉아 있으면 인위적으로 일광 기간을 연장시킬 수 있다. 어떤 연구자는 아침 일찍 인공적인 빛을 쬐는 것이 가장 큰 항우울 효과를 가진다고 하는 반면에, 다른 연구자는 아침과 저녁의 빛이 동일한 효과를 갖는다고 주장한다. 그리고 또다른 사람은 밝은 빛이라면 한낮에도 효과가 있다는 견해를 가지고 있다. 계절성 정동장애를 일으키는 원인과 빛이 그 증상을 완화시키는 이유에 대한 연구자들의 견해는 일치되지 않고 있다.

## 같이 보기
- 대사 증후군
- 내분비계 장애물질
- 주요정동장애